# Elecciones generales de India de 1984
Las elecciones generales se celebraron en la India en 1984 poco después del asesinato de la anterior primera ministra, Indira Gandhi, aunque la votación en Assam y Punjab se retrasó hasta 1985 debido a los combates en curso.
La elección fue una victoria aplastante para el Congreso Nacional Indio de Rajiv Gandhi (hijo de Indira Gandhi), que ganó 404 de los 514 escaños elegidos en 1984 y otros 10 en las elecciones retrasadas. El partido Telegu Desam de N. T. Rama Rao, un partido político regional del estado sureño de Andhra Pradesh, fue el segundo partido más grande, con 30 escaños, logrando así la distinción de convertirse en el primer partido regional en convertirse en un partido nacional de oposición. La votación se llevó a cabo inmediatamente después del asesinato de Indira Gandhi y los disturbios anti-sij de 1984 en noviembre y la mayor parte de la India apoyó al Congreso.
El Partido Bharatiya Janata ganó sus dos primeros escaños, en Hanamkonda y Mahesana.

## Resultados
| Partido                                                         | Votos       | %     | Escaños | +/–   |
| --------------------------------------------------------------- | ----------- | ----- | ------- | ----- |
| Congreso Nacional Indio                                         | 115,478,267 | 49.10 | 404     | +51   |
| Bharatiya Janata Party                                          | 18,202,853  | 7.74  | 2       | Nuevo |
| Janata Party                                                    | 16,210,514  | 6.89  | 10      | –21   |
| Lok Dal                                                         | 14,040,064  | 5.97  | 3       | Nuevo |
| Partido Comunista de la India (Marxista)                        | 13,809,950  | 5.87  | 22      | –15   |
| Telegu Desam                                                    | 10,132,859  | 4.31  | 30      | Nuevo |
| Partido Comunista de la India                                   | 6,363,430   | 2.71  | 6       | –4    |
| Dravida Munnetra Kazhagam                                       | 5,695,179   | 2.42  | 2       | –14   |
| All India Anna Dravida Munnetra Kazhagam                        | 3,968,967   | 1.69  | 12      | +10   |
| Congreso Indio (Socialista)                                     | 3,577,377   | 1.52  | 4       | Nuevo |
| Congreso Indio (J)                                              | 1,511,515   | 0.64  | 1       | Nuevo |
| Partido Revolucionario Socialista                               | 1,173,869   | 0.50  | 3       | –1    |
| Bloque de Avance de la India                                    | 1,055,556   | 0.45  | 2       | –1    |
| Jammu & Kashmir National Conference                             | 1,010,243   | 0.43  | 3       | 0     |
| Liga Musulmana de la Unión India                                | 658,821     | 0.28  | 2       | 0     |
| Kerala Congress (J)                                             | 598,113     | 0.25  | 2       | Nuevo |
| Doordashi Party                                                 | 508,426     | 0.22  | 0       | Nuevo |
| Campesinos y Trabajadores de India                              | 463,963     | 0.20  | 1       | +1    |
| Jharkhand Mukti Morcha                                          | 332,403     | 0.14  | 0       | Nuevo |
| Kerala Congress                                                 | 258,591     | 0.11  | 0       | –1    |
| Liga Musulmana                                                  | 224,155     | 0.10  | 0       | 0     |
| Gandhi Kamraj National Congress                                 | 217,104     | 0.09  | 0       | Nuevo |
| Partido del Centro de Unidad Socialista de la India (comunista) | 196,767     | 0.08  | 0       | 0     |
| Partido Republicano de India (K)                                | 165,320     | 0.07  | 0       | 0     |
| Partido Popular de Manipur                                      | 149,019     | 0.06  | 0       | 0     |
| Congreso de Tamil Nadu (K)                                      | 144,076     | 0.06  | 0       | Nuevo |
| Partido Nacional Democrático Naga                               | 113,919     | 0.05  | 0       | Nuevo |
| Partido de las Panteras de Jammu y Cachemira                    | 95,149      | 0.04  | 0       | Nuevo |
| Maharashtrawadi Gomantak Party                                  | 83,122      | 0.04  | 0       | –1    |
| Partido Popular de Arunachal                                    | 78,455      | 0.03  | 0       | 0     |
| Partido Republicano de la India                                 | 22,877      | 0.01  | 0       | 0     |
| Jharkhand Party                                                 | 18,837      | 0.01  | 0       | –1    |
| Conferencia Popular de Jammu y Cachemira                        | 646         | 0.00  | 0       | Nuevo |
| Independientes                                                  | 18,623,803  | 7.92  | 5       | –4    |
| Nulos/blancos                                                   | 6,062,678   | –     | –       | –     |
| Total                                                           | 241,246,887 | 100   | 514     | –15   |
| Registrados                                                     | 379,540,608 | 63.56 | –       | –     |
| Fuente EIC                                                      |             |       |         |       |